# 站儿巷镇
站儿巷镇，是中华人民共和国甘肃省陇南市两当县下辖的一个乡镇级行政单位。

## 行政区划
站儿巷镇下辖以下地区：
站儿巷社区、马庄村、站儿巷村、太坝村、冯河村、崖角村、任河村、大山村、南坪村、三联村、管江村、银杏村和高坪村。